# Morašice, Svitavy
Morašice là một làng thuộc huyện Svitavy, vùng Pardubický, Cộng hòa Séc.